# 大张镇
大张镇，是中华人民共和国山西省临汾市霍州市下辖的一个乡镇级行政单位。

## 行政区划
大张镇下辖以下地区：
五理窑村、大张村、贾村、靳壁村、北张村、贾孟村、张望村、西张村、小张望村、下乐坪村、上乐坪村、河底村、青朗坪村和狮子洼村。